# 小行星12433
小行星12433（12433 Barbieri）是一颗绕太阳运转的小行星，为主小行星带小行星。该小行星于1996年1月15日发现。

## 轨道参数
小行星12433的轨道半长轴为2.6219163 UA，离心率为0.242。